# آل روكر
آل روكر (بالإنجليزية: Al Roker)‏ هو كاتب ومدون وصحفي وروائي وعالم أرصاد وممثل أمريكي، ولد في 20 أغسطس 1954 بكوينز في الولايات المتحدة. من الجوائز التي نالها جائزة إيمي داي تايم ‏.

## أعمال

### أفلام
- (1997) رجال ذوو بزات سوداء[6][7]
- (2009) غائم مع فرصة لتساقط كرات اللحم[8][9]
- (2013) غائم مع احتمال سقوط كرات اللحم 2[10]
- (2016) كونغ فو باندا 3[11]

### مسلسلات
- العرض المتأخر مع ديفيد ليترمان
- شارع السمسم

## جوائز
- جائزة إيمي داي تايم [الإنجليزية]‏

## وصلات خارجية
- آل روكر على موقع IMDb (الإنجليزية)
- آل روكر على موقع روتن توميتوز (الإنجليزية)
- آل روكر على موقع ألو سيني (الفرنسية)
- آل روكر على موقع ميوزك برينز (الإنجليزية)
- آل روكر على موقع أول موفي (الإنجليزية)
- آل روكر على موقع قاعدة بيانات برودواي على الإنترنت (الإنجليزية)
- آل روكر على موقع قاعدة بيانات الأفلام السويدية (السويدية)
- آل روكر على موقع إن إن دي بي (الإنجليزية)
- آل روكر على موقع قاعدة بيانات الفيلم (الإنجليزية)
- آل روكر على موقع كينوبويسك (الروسية)